# Chalcura monilicornis
Chalcura monilicornis är en stekelart som först beskrevs av Girault 1940.  Chalcura monilicornis ingår i släktet Chalcura och familjen Eucharitidae. Inga underarter finns listade i Catalogue of Life.